# Daniel Hoch (Fußballspieler)
Lars Daniel Hoch (* 11. Mai 1979 in Stockholm) ist ein schwedischer Fußballspieler. Der Stürmer, der in seiner Laufbahn mehrfach von Verletzungen gebremst wurde, bestritt seine Karriere in Schweden und Dänemark.

## Werdegang
Hoch begann 1984 mit dem Fußballspielen bei Råsunda IS. Über Vasalunds IF kam er 1991 zur Jugendabteilung des IF Brommapojkarna. 1997 wechselte er schließlich in die Nachwuchsabteilung des AIK. Unter Jugendtrainer Rikard Norling empfahl er sich für höhere Aufgaben und kam, als der Trainer der Wettkampfmannschaft Erik Hamrén gegen Ende der Spielzeit 1997 einige jüngere Spieler erproben wollte, zu seinem Debüteinsatz in der Allsvenskan: Beim 2:2-Unentschieden am 18. Oktober des Jahres gegen IF Elfsborg stand er an der Seite von Nebojša Novaković, Johan Mjällby und Anders Almgren die komplette Spieldauer auf dem Feld. In der anschließenden Meistersaison lief er zweimal für den Klub auf – zu wenig Spieleinsätze, um mit der Meistermedaille ausgezeichnet zu werden. Auch 1999 war er weiterhin hauptsächlich Ersatzspieler, spielte jedoch für den Klub gegen den FC Barcelona in der UEFA Champions League.
Anfang 2000 hatte sich Hoch einen Stammplatz im Angriff von AIK erspielt. Im Sommer verletzte er sich jedoch und fiel nach einem Beinbruch und anschließend einer Leistenverletzung längerfristig aus. Im Sommer 2001 kehrte er als Ersatzspieler auf das Spielfeld zurück und gab sich im Spätsommer das Ziel, sich im Herbst einen Stammplatz zurückzuerkämpfen. Zunächst war er jedoch weiterhin Ersatzspieler, ehe er zu Beginn der Spielzeit 2002 unter Peter Larsson und dessen nachfolger Dušan Uhrin seinen Durchbruch hatte. Gemeinsam mit Andreas Andersson bildete er das Offensivduo des Klubs und mit jeweils acht Saisontoren führten die beiden den Klub auf den fünften Tabellenrang. Auch in der folgenden Spielzeit behauptete er seinen Stammplatz im Sturm, wenngleich er nur noch auf fünf Saisontore kam. Im April 2004 kehrte das Verletzungspech zurück, im dritten Saisonspiel der Spielzeit 2004 zog er sich im Spiel gegen Trelleborgs FF einen Wadenbeinbruch zu. Nach drei Monaten Pause kehrte er zwar zurück, hatte aber immer wieder Probleme mit seinem Fuß. Auch für den Klub verlief die Saison unbefriedigend und wurde letztlich auf einem Abstiegsplatz beendet. In der Superettan schwankte er zwischen Startelf und Ersatzbank, lediglich drei Saisonspiele bestritt er über die komplette Spieldauer.
Trotz des geglückten direkten Wiederaufstiegs verließ Hoch Ende 2005 AIK. Er folgte einem Angebot des von Hamrén trainierten dänischen Klubs Aalborg BK, bei dem er einen bis zum Sommer des folgenden Jahres gültigen Kontrakt unterzeichnete. In der Superliga konnte er sich verletzungsbedingt jedoch nicht durchsetzen und kam nicht über vier Ligaspiele hinaus. Im Sommer kehrte er daher nach Schweden zurück und schloss sich dem Zweitligisten Assyriska Föreningen an. Am Ende der Zweitliga-Spielzeit 2006 stieg er jedoch mit dem Klub aus der Superettan ab. Daher wechselte er zum Zweitligaaufsteiger IK Sirius, der von seinem ehemaligen Mitspieler aus AIK-Zeiten Pär Millqvist trainiert wurde. Nach einem guten ersten Jahr mit 13 Saisontoren war auch hier sein Aufenthalt durch Verletzungen bestimmt, so dass er anschließend kaum über die Rolle eines Ergänzungsspielers hinauskam. Nachdem der Klub daraufhin nach dem Abstieg am Ende der Zweitliga-Spielzeit 2009 seinen Vertrag nicht verlängert hatte, schloss er sich im Sommer 2010 bis zum Saisonende dem Zweitligisten Väsby United an. Nachdem er ab Jahresende zunächst ohne Verein war, kehrte er im Sommer 2011 auf den Fußballplatz zurück und schloss sich dem Viertligisten IF Älgarna an.